# کوتیاس

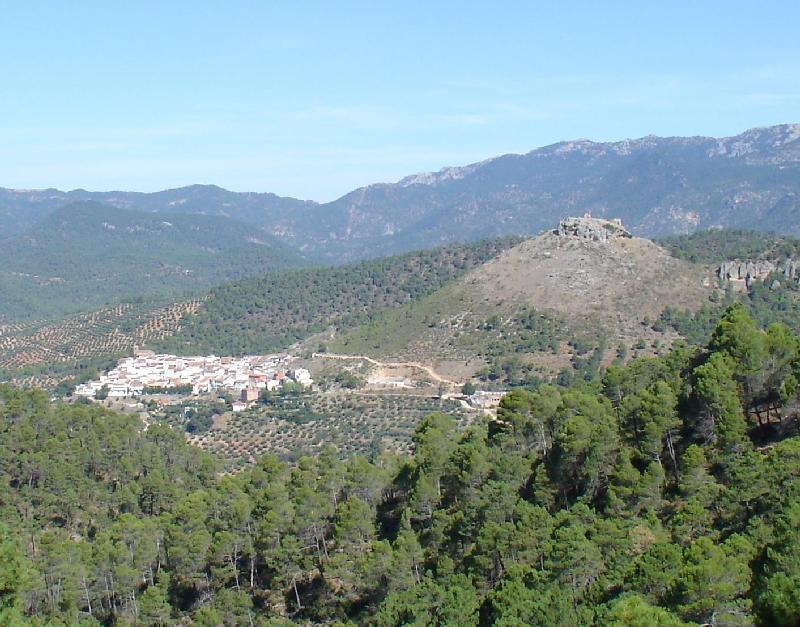
نمایی از دهستان کتییاس در استان آلباستهٔ اسپانیا – ۲۰۰۶

کتییاس دهستانی در استان آلباستهٔ اسپانیا است.
در این دهستان ۱۷۶ نفر زندگی می‌کنند. مساحت این دهستان ۱۴٫۶۶ کیلومتر مربع است.